# Comadre Fulozinha

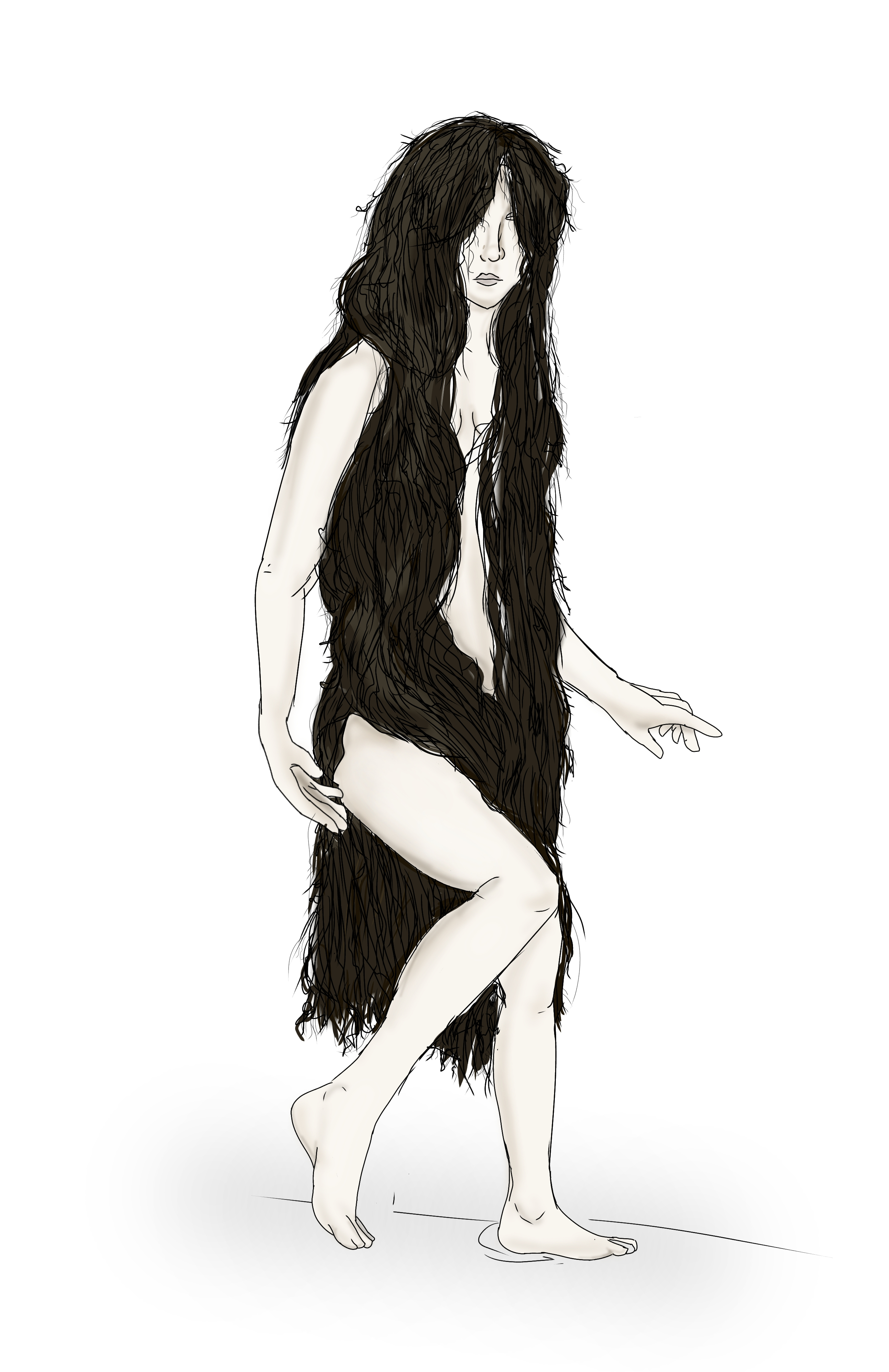
Representação moderna da Comadre Fulozinha, como uma entidade pálida de longos cabelos negros.

Comadre Fulozinha é uma criatura do folclore brasileiro, muitas vezes chamada também de "Mãe da Mata". Seu nome deriva provavelmente da pronúncia regional de "Comadre Florzinha" e ela é frequentemente confundida com a Caipora, sendo ambas consideradas uma variação da mesma lenda. Em alguns lugares, acredita-se que ambas sejam o mesmo ser. Criatura oriunda do Nordeste brasileiro, sendo mais popular em áreas do sertão.
A Comadre pode assustar quem esteja andando a cavalo na mata sem lhe deixar uma oferenda. Ela amarra o rabo e a crina do animal de tal forma que ninguém consegue desatar os nós. A ela também são atribuídos "causos" semelhantes contados pelos anciãos das regiões rurais, onde os rabos dos cavalos no estábulo amanhecem amarrados da mesma maneira. Em algumas regiões também é conhecida como uma entidade que protege a floresta, daí sua semelhança com a Caipora. Segundo alguns, no entanto, ela não gosta de ser confundida com esta, dando em quem as confunde uma surra com urtiga, uma planta que causa muita coceira, ou utilizando seus longos cabelos. Até hoje são comuns relatos de pessoas que presenciam suas aparições nas zonas de floresta.
No culto da Jurema na Paraíba ela é considerada uma entidade divina e tem caráter ambíguo, agindo para o mal e para o bem.

## Representação

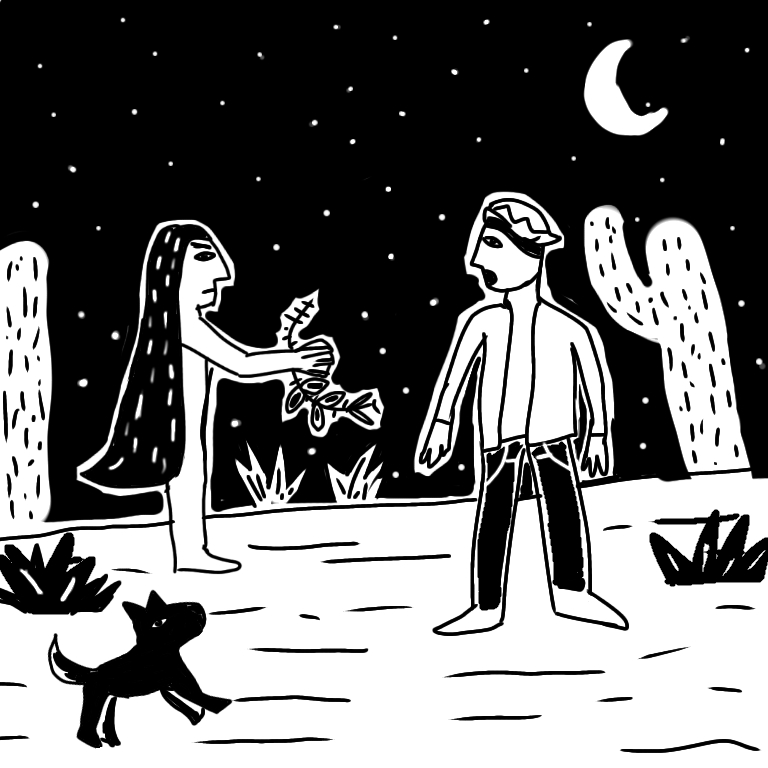
Gravura de cordel de Comadre Fulozinha segurando um cipó de urtiga ao lado de um vaqueiro e um cachorro, numa paisagem de sertão.

Segundo a lenda, Comadre Fulozinha é o espírito de uma cabocla de longos cabelos negros, que lhe cobrem todo o corpo. Ágil, vive na mata defendendo animais e plantas contra as investidas dos destruidores da natureza. Gosta de receber presentes, principalmente papa de aveia, confeitos, fumo e mel. Quando agradada, logo faz que a caça apareça para quem lhe ofereceu o agrado e permite que este consiga sair da mata, alguns idosos afirmam conversar com ela.
Tem personalidade zombeteira, algumas vezes malvada, outras vezes prestimosa. Diz-se que corta violentamente com seu cabelo aqueles que a mata adentram sem levar uma quantidade de fumo como oferenda e também lhes enrola a língua. Furtiva, seu assovio se torna mais baixo quanto mais próxima ela estiver, parecendo estar distante. Ela também gosta de fazer tranças e nós na crina e no rabo dos cavalos. Somente ela os consegue desfazer, se for agradada com fumo e mel.
Existem várias versões de como a Comadre Fulozinha teria surgido. Uma das mais populares é que a Comadre Fulozinha era uma criança que se perdeu na mata quando ainda era pequena e morreu procurando o caminho de volta para casa, assim seu espírito passou a vagar pela floresta em busca do caminho de volta. Outros contam que ela era filha de um homem branco rico e mal com uma indígena de classe baixa, sendo cabocla. Era uma menina que sempre adorou a natureza, sua mãe acabou falecendo e ela teria começado a se rebelar e tomando o poder da natureza, vingando-se de todos aqueles que já fizeram crueldades com animais ou que destruíram florestas e matas.

## Origem
A origem da lenda da Comadre Fulozinha é incerta, provavelmente tenha surgido ainda no período colonial assim como outras lendas do folclore brasileiro, demarcando aproximadamente o século XVII ou século XVIII. A explicação para sua origem da lenda foi passada de forma oral por pais para filhos, se espalhando  rapidamente pelo resto do Nordeste brasileiro, especialmente nos interiores dos estados, atualmente pode ser encontrada na Paraíba, em Pernambuco, no Rio Grande do Norte, em Alagoas e no Ceará.[carece de fontes?]
A Comadre era comumente usada como uma forma de disciplinar crianças, como uma moral de lição. A história conta que a criatura não gosta de meninos que desrespeitam pessoas de mais idade. Em uma ocasião, ela teria colocado uma menina no telhado da própria casa após ela xingar a própria mãe. Em outras versões é contado que a entidade leva a criança mata a dentro e deixando-a perdida em meio à floresta. 